# 西宁轨道交通
西宁轨道交通是中华人民共和国青海省西宁市计划中的城市轨道交通和城际轨道交通网络。《西宁市城市轨道交通线网规划修编》共规划有1、2、3、4号线及机场线5条线路，规划线路长度165.4km（其中地下线39.9km，高架线125.5km），车站101座，其中换乘站9座，控制中心1处，停车场5处，车辆段及综合基地5处。西宁城际轨道交通规划于2020年提出。
截至2023年，西宁市轨道交通尚处于规划阶段。因西宁国土空间规划等相关上位规划尚未批复，且该市2022年一般公共财政预算收入未达国家对于轨道交通项目申报的要求，西宁尚无申报轨道交通项目的条件。

## 历史
- 2011年底，西宁市各有关部门开始着手启动轻轨项目，并且委托长安大学展开了前期的调查，其中包括交通客流量和市民出行方式的调查。[5]
- 2013年6月，该项目规划方案通过了中国咨询院的专家咨询，根据专家建议对此规划方案进行了修改调整。
- 2014年1月，西宁轨道交通已完成线网规划。[6]同年，建设规划及线网规划环境影响评价公众参与向社会公示。[7]
- 2016年，西宁两会上了解到，西宁计划开工建设轨道交通1号线，[8][9]一期工程将开工建设1号线与3号线部分段，国家发改委已给出答复。[10]
- 2017年，召开了西宁轨道交通岩土工程初步勘察技术审查会议。会上通过了对西宁轨道交通1号线岩土工程初步勘察的技术审查，为该项目后续方案优化、设计调整提供了保障。[11]
- 2018年，李青委员建议加快西宁市城市轨道交通规划建设。[12]
- 2019年，西宁轨道交通线网规划修编环评第一次公示发布。[1]

## 线路规划
《西宁市城市轨道交通线网规划修编》共规划有1、2、3、4号线及机场线5条线路，规划线路长度165.4km（其中地下线39.9km，高架线125.5km），车站101座，其中换乘站9座，控制中心1处，停车场5处，车辆段及综合基地5处。
兰州至西宁至青海湖城际轨道交通规划于2020年开始。